# Santa Fe (Leyte)
Santa Fe é um município de  quinta classe de renda municipal (d) na província Leyte, nas Filipinas. De acordo com o censo de 1 de maio  de  2020 possui uma população de 22 102 pessoas e 5 329 domicílios.